# Cherokee (roman)
Pour les articles homonymes, voir Cherokee (homonymie).
Cherokee est un roman de Jean Echenoz publié le 1er septembre 1983 aux éditions de Minuit et ayant reçu la même année le prix Médicis. Adoptant la forme du polar – parfois qualifié de « méta-polar » – ce deuxième livre est l'œuvre qui marque le début de la forme stylistique spécifique de l'écrivain « où déjà la distance et le décalage tenaient lieu d’humour », et le premier succès de librairie de l'auteur.

## Écriture du roman
Après l'échec de son premier roman Le Méridien de Greenwich (1979) – seulement 1 000 exemplaires vendus à sa publication, —, Jean Echenoz décide d'appréhender la forme du roman policier pour son deuxième livre qu'il situe dans la proximité du Paris qui lui est familier, autour de la rue Amelot, près de laquelle il vit, et du sud-est de la capitale. Le titre n'est pas en référence directe à la tribu indienne, même si la notion du « suivi de piste » n'est pas absente, mais au morceau de jazz intitulé Cherokee ; musique à laquelle Jean Echenoz emprunte le rythme pour son écriture et air de musique que le héros du roman, lui-même amateur de jazz et musicien, entendra au bout de sa course.

## Résumé
Georges Chave, trentenaire parisien mélancolique vivant à la petite semaine, se retrouve par un concours de circonstances (répondant au nom de Véronique) à devoir enquêter pour le compte de la société de détective Benedetti sur l'identité d'hypothétiques héritiers d'une fortune réalisée à la fin du XIXe siècle par des émigrés de la vallée de l'Ubaye partis au Mexique. Déambulant dans la géographie parisienne – allant du Cirque d'Hiver, des abords du passage Brady, à Ivry-sur-Seine – à la recherche d'une épouse infidèle, d'un perroquet rare enlevé, et de descendants de la famille Ferro, il croise sur son chemin ses acolytes détectives et des policiers désabusés, de jeunes femmes troubles qui le troublent, et se retrouve confronté à un cousin, Fred, perdu de vue depuis dix ans. Tous les fils de ces enquêtes finissent par se nouer, à la suite de coïncidences plus ou moins hasardeuses, et Georges devient la cible de truands qui cherchent à s'approprier l'héritage. Après diverses course-poursuites, alors qu'il s'est réfugié dans les Alpes, il est retrouvé et enlevé par des membres d'une secte menée par un homme d'affaires anglais, Ferguson Gibbs, qui, mêlé aux affaires de Fred, est sur la piste de la fortune Ferro.

## Réception critique
Michel Nuridsany dans Le Figaro et Pierre Lepape dans Les Nouvelles littéraires rapprochent tous deux ce roman décalé et humoristique du travail de Raymond Queneau par le ton et le jeu que souhaite établir Echenoz avec son lecteur. Bertrand Poirot-Delpech dans Le Monde souligne, pour lui, la parenté avec Marcel Aymé et Patrick Modiano en ce qui concerne particulièrement l'usage des lieux parisiens, notamment les quartiers populaires et les zincs de café, ainsi que les pérégrinations dans la cité dans le sillage d'une personne, ici une femme, perdue. Tous louent l'humour présent dans le livre, « motif qui se fait rare » dans la littérature française de cette période du début des années 1980.
Très bien accueilli par la critique lors de sa parution, Cherokee reçoit en novembre 1983 le prix Médicis, premier prix littéraire important récompensant Jean Echenoz. Cette récompense permet à l'auteur d'appréhender différemment son travail d'écriture et de prendre le temps de composer son troisième roman, L'Équipée malaise, qui ne paraîtra que trois ans plus tard.

## Adaptation
Le roman a été adapté au cinéma en 1991 avec le film Cherokee réalisé par Pascal Ortega.

## Éditions
- Les Éditions de Minuit, 1983  (ISBN 978-2707306531)
- Les Éditions de Minuit, Coll. « Double » no 22, 2003,  (ISBN 978-2707318275)
- (en) Cherokee, éd. David R. Godine Publisher, 1987,  (ISBN 978-0879236656)
- (de) Cherokee, Berliner Taschenbuch Verlag, 2004,  (ISBN 978-3833300301)